# Элия Зенона
Элия Зенона (V век — 470-е, Каппадокия, Византия) — византийская императрица, супруга императора Василиска. Василиск был братом императрицы Элии Верины, супруги императора Льва I и матери Ариадны. Ариадна была супругой императоров Зенона и Анастасия I.
Зенон был непопулярным императором. Василиск и его сестра Верина воспользовались недовольством народа, чтобы сформировать против него заговор. В 475 году в столице началось народное восстание против императора. Восставшие получили военную поддержку Теодориха Страбона и сумели взять под контроль Константинополь. Верина убедила своего зятя покинуть город. Зенон сбежал в свои родные земли, прихватив с собой императорскую сокровищницу. Василиск был провозглашён императором 9 января 475 года. Зенона была провозглашена Августой сразу после успешного государственного переворота. Марк, старший сын новой императорской пары, был объявлен сначала кесарем, а затем императором-соправителем его отца. Василиск и Зенона отдали предпочтение монофизитству, восстановив в должностях своих главных сторонников: патриарха Александрийского Тимофея II и патриарха Антиохийского Петра Кнафея.
Согласно некоторым отрывкам из «Суды», любовником Зеноны был Армат, племянник её мужа. Августа убедила Василиска назначить Армата на должность магистра армии. Армат был консулом 476 года вместе с Василиском.
Вскоре после восхождения на престол Василиск был вынужден поднять налоги и вернуться к непопулярной в народе практике продажи государственных постов, поскольку сокровищница после побега Зенона была пуста. Он настроил против себя свою сестру Верину; Зенон пообещал Армату должность магистра армии до конца его жизни, Армат предал Василиска. Это предательство решило судьбу императора.
В августе 476 года Зенон осадил Константинополь. Сенат открыл ворота, позволив свергнутому императору вернуться на престол. Василиск с семьёй спрятался в святилище в церкви, но патриарх Акакий выдал их Зенону, взяв с него клятву не проливать их кровь. Василиска, его жену Элию Зенону и их сына Марка отправили в крепость в Каппадокии, где Зенон заключил их в осушённую цистерну и заморил голодом.